# Leporinus sexstriatus
Leporinus sexstriatus is een straalvinnige vissensoort uit de familie van de kopstaanders (Anostomidae). De wetenschappelijke naam van de soort is voor het eerst geldig gepubliceerd in 1980 door Britski & Garavello.